# Донецький прогин
Доне́цький про́гин — тектонічна структура на Півд.-Сх. України (Донецька, Луганська, Харківська, Дніпропетровська обл.). Є частиною Доно-Дніпровського прогину. 

## Розташування
Геоструктурно на півн.-зах об-межений Дніпровсько-Донецькою западиною, на півн.-сх. — Воронезьким масивом, на півд.-зах. — Українським щитом, а на півд.-сх. виходить за межі України.

## Склад
Виповнений потужним комплексом переважно палеозойських (девонських, кам'яновугільних) теригенних та карбонатних відкладів та ефузивних порід. На півд.-зах. і півн. поширені пермські, мезозойські та кайнозойські утворення. Донецький прогин виник у пізньому протерозої в тілі Східно-Європейської платформи у вигляді ґрабеноподібної структури шириною 50-60 км, глибиною 5-12 км. В ранньому палеозої півд. частина платформи зазнала підйому та інтенсивної ерозії поверхні. З кінця середнього девону до середини пізньокам'яновугільної епохи переважали низхідні рухи і утворення формацій платформного типу: лагунно-континентальних, морських теригенних, платформних карбонатних, вулканогенно-осадових. Пізніше рухома зона прогину перебувала на стадії, близькій до геосинклінальної, що супроводжувалося збільшенням прогину, утворенням нових розломів і нагромадженням потужних вугленосних кам'яновугільних формацій. На завершальній фазі герцинського тектогенезу протягом пермі відбулася інверсія геотектонічного режиму.
Більша частина прогину перетворилася на Донецьку складчасту споруду, де переважали висхідні рухи і розвивалися процеси ерозії верств палеозою. У півн.-зах. частині та на півн. борту прогину утворилися Бахмутська западина, Кальміус-Торецька западина, Донецько-Орільська сідловина і Старобільська монокліналь, які протягом мезозою та кайнозою зазнавали низхідних рухів; нагромаджувалися пермські та тріасові лагунно-континентальні піщано-глинисті відклади та евапорити і юрські, крейдові, палеогенові й неогенові морські теригенно-карбонатні породи. За епохи альпійської складчастості Д.п. зазнав незначних рухів.

## Корисні копалини
Основні корисні копалини — кам'яне вугілля (Донецький кам'яновугільний басейн) та кам'яна сіль (Артемівськ). Експлуатують також великі поклади ртуті, глин, вапняків, мергелів, крейди. В сучасному рельєфі Д.п. відповідає Донецька височина.